# النموذج الزراعي

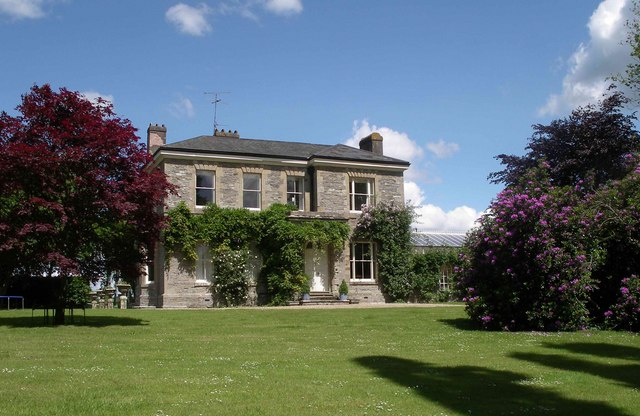
العشب الاخضر الذي يملء كل مكان

النموذج الزراعي هو نموذج المزرعة التجريبية فلقد أظهرت الأبحاث التحسن في التقنيات الزراعية والكفاءة
وتخطيط المبنى، وصمم ليخدم أنماط التعليم ويلتزم بتطوير المعايير الأساسية والرفاهية للعمال في الشؤون
الاجتماعية الذين يتوقعون اتفاق مرضي بين الطرفين. وتصمم المباني الزراعية على أن تكون جميلة وذات نفع
مستوحاة من المثل العليا للتنوير.

## هوفويل: مثال قديم للنموذج الزراعي
في القرن التاسع عشر دفع تأثير الضغط السكاني والثورة العلمية لانقياد أوروبا الغربية لتعد أساس الثورة
الزراعية بممارسة وتدريب الزراعيين. وهناك عدد من الخبراء الزراعيين الأوروبيين البارزين ومنهم وزير
الزراعة في اسكتلندا وزعيم الزراعة الشهير آرثر يونج، الذين طالبوا بإنشاء مؤسسات خاصة للتجارب الزراعية في
محاولة لتقديم منهج علمي في الزراعة حيث كان قالب «النموذج الزراعي» منتشراً في جميع أنحاء أوروبا،
وتقدم هذه المزارع النماذج التجريبية لتطوير وإدارة الممارسات والتقنية.
تعد هوفويل من أكثر النماذج الزراعية بسمعتها الجيدة واستمرارها لوقت طويل وتقع بالقرب من مدينة برن
في سويسرا، وفي عام 1799 اشترى فيليب إيمانويل فون فلنبريج مئتان وخمسون فداناً من الأراضي وعلى مدى
الأربعين عاماً التي تليها أنشأ خمس مؤسسات في نموذجه الزراعي وأطلق عليها اسم هوفويل. فلقد كان مزارعاً
تاجراً ومصلحاً أخلاقياً وسعى إلى إنشاء مؤسسات تعليمية زراعية وخصصها للمنهج العلمي في الزراعة
ولإعادة ربط الأفراد من جميع الطبقات الاجتماعية بالأرض. وكانت المدرستين الأكثر شهرة المؤسسة التعليمية
العلمية للطبقة الاجتماعية العليا (1806) والمدرسة الفقيرة (1810)، فكانت محط اهتمام الزوار من جميع أنحاء
أوروبا والولايات المتحدة.
ومنذ أن تم إنشاء مؤسسة مكرسة للانضباط الزراعي بالتجارب والتطوير والابتكار تأمل فيلنبرغ بأن ينشّط عقول
طلابه ويحسن المجتمع بشكل عام، حيث قسم تلاميذه إلى قسمين حسب المؤسستين المذكورتين سابقاً: أبناء السادة
الأغنياء وأصحاب الأراضي الأثرياء والأخرى لأبناء الفقراء والمشردين. وقد وفرت المؤسسة التعليمية العلمية
للطبقات الاجتماعية العليا تدريبا أكاديمياً وعملياً صارماً في التخصصات العلمية التي تعتبر مفيدة في الدراسات
الزراعية مثل الرياضيات والكيمياء والتاريخ الطبيعي، بينما غرست المدرسة الفقيرة في طلابها الأقل حظاً المهارات
والتدريب اليدوي المطلوب للعمليات الزراعية، ولقد اتبعت المجموعة السابقة جدولاً زمنياً صارماً من الساعة
الخامسة صباحاً وحتى العاشرة مساًء. ولم يشمل الجوانب النظرية فحسب إنما تضمن التدريب على تقنيات البستنة
والتجارب المليئة بالعمل مع الفلاحين المحليين. ولقد شُجّع النخبة المميزين من الطلاب على القيام بالأنشطة
الذاتية مثل حكومة الطلاب حيث يقع على عاتقهم ايضاً مسؤولية الممارسة والمحافظة على قطع أراضيهم.